# Deficience enzymu steroidní 5-α-reduktázy
Deficience enzymu steroidní 5-α-reduktázy II typu je vzácná autozomálně recesivně dědičná porucha, která patří mezi poruchy vývoje pohlaví. Je způsobena nefunkčností enzymu, který mění mužský pohlavní hormon testosteron na jeho účinnější formu dihydrotestosteron (DHT). Je to tedy porucha přeměny androgenů.

## Deficience enzymu steroidní 5-α-reduktázy

### Příčina
Absence enzymu vzniká v důsledku mutací v genu pro steroidní 5α-reduktázu typu 2 (SRD5A2), byly popsány bodové mutace až úplné delece genu. Novorozenci 46,XY postižení tímto onemocněním mají funkční Leydigovy a Sertoliho buňky, ale kvůli neschopnosti přeměnit testosteron na DHT trpí různým stupněm ne-maskulinizace vnějšího genitálu, v některých případech až nejednoznačnosti pohlaví či znaky vnějšího ženského pohlaví při narození. Testosteron by se vlivem lokálního enzymu 5-α-reduktázy změnil na dihydrotestosteron, který by působil na vývoj penisu, scrota, prostatu, pleť a růst vousů. Při nefunkčnosti tohoto enzymu je vývoj těchto pohlavních orgánů a znaků nedostatečný. 

### Symptomy
Dihydrotestosteron působí na vývoj pohlaví již v prenatálním období, tedy vnější genitálie u postižených 46,XY jsou při porodu obojetné. To přetrvává až do puberty, kdy stoupne hladina testosteronu a tyto osoby s obojetným či ženským genitálem v pubertě silně maskulinizují (i bez dihydrotestosteronu). Vlivem testosteronu se v pubertě vyvíjí mužské sekundární pohlavní znaky (i bez dihydrotestosteronu). Pohlaví je mužské, protože jsou přítomny testes a deriváty Wolfova vývodu. Müllerovy kanálky zanikají u postižených jedinců dle očekávání v důsledku normální funkce Sertoliho buněk a produkce AMH. 

#### Plodnost
Během puberty jsou varlata schopna podporovat spermatogenezi, protože pro dozrávání zárodečných buněk není zapotřebí DHT. Plodnosti je proto možné dosáhnout u méně závažně postižených jedinců nebo s využitím intrauterinní inseminace.